# Francesc de Santcliment (traductor)
|  | Per a altres significats, vegeu «Francesc de Santcliment». |

Francesc de Santcliment (Lleida, segle XV - segle xv), va ser un traductor català del llinatge dels Santcliment, a una de les famílies més poderoses de l'oligarquia urbana de Lleida.

## Biografia
Francesc va néixer a Lleida i fou frare mendicant; Traduí de l'italià al català el Fiore di virtù, una antologia atribuïda al frare Tomàs; la versió de Francesc fou publicada a Lleida, amb el títol de Flors de virtuts e de costums (el 1489-1490), a Barcelona (el 1495) i a Girona (el 1497). La seva traducció és independent de la castellana i procedent de font distinta, de fet segueix bàsicament l'edició de Messina del 1484-85.